# 孔塞兹
孔塞兹（法語：Concèze，法語發音：[kɔ̃sɛz]）是法国科雷兹省的一个市镇，位于该省西部，和多尔多涅省接壤，属于布里夫拉盖亚尔德区。

## 地理
孔塞兹（45°21'17"N, 1°20'42"E）面积13.44 平方千米，位于法国新阿基坦大区科雷兹省，该省份为法国中南部省份，北起上维埃纳省和克勒兹省，西接多爾多涅省，南至洛特省，东临多姆山省和康塔爾省。
与孔塞兹接壤的市镇（或旧市镇、城区）包括：贝斯纳克、沙布里尼亚克、阿尔纳克蓬帕杜、瑞亚克、拉斯科、圣索尔南拉沃、圣西莱尚帕盖。

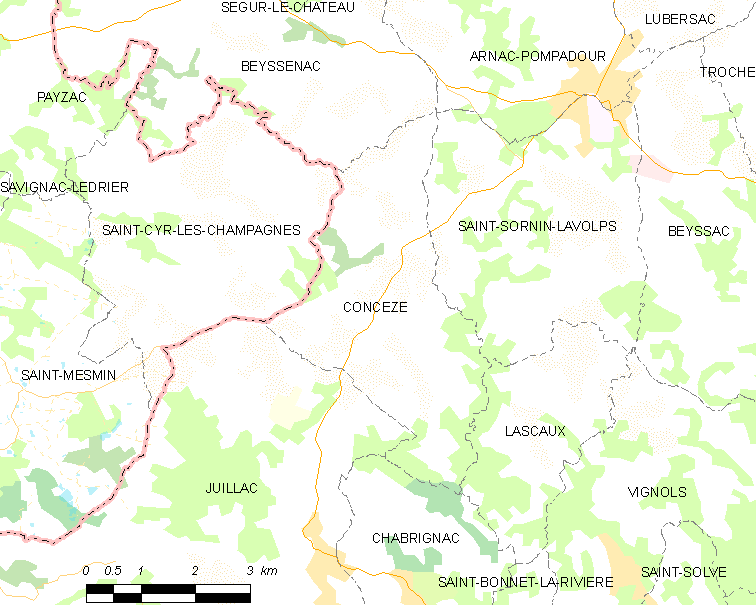
孔塞兹的OSM定位图

孔塞兹的时区为UTC+01:00、UTC+02:00（夏令时）。

## 行政
孔塞兹的邮政编码为19350，INSEE市镇编码为19059。

## 政治
孔塞兹所属的省级选区为利桑多奈县。

## 人口

1962-2008年间孔塞兹人口变化图示

孔塞兹于2022年1月1日时的人口数量为384人。